# Polygala ophiura
Polygala ophiura är en jungfrulinsväxtart som beskrevs av Chod.. Polygala ophiura ingår i släktet jungfrulinssläktet, och familjen jungfrulinsväxter. Inga underarter finns listade i Catalogue of Life.